# 東田旺洋
東田 旺洋（ひがしだ あきひろ、1995年12月13日 - ）は、日本の陸上選手。専門は短距離。関彰商事所属。

## 人物
奈良県奈良市出身。奈良市立三笠中学校、奈良市立一条高等学校、筑波大学体育専門学群卒業。関彰商事所属。
2024年パリオリンピックの陸上競技男子100メートルでは、予選1組に出場し、10秒19のタイムで5着となり予選敗退となった。